# Кардорфф, Вильгельм фон
Вильгельм фон Кардорфф (нем. Wilhelm von Kardorff; 1828—1907) — германский политический деятель.
В 1866 избран в прусскую палату депутатов, где примкнул к консервативной партии. В рейхстаге принадлежал к числу лучших ораторов имперской партии своего времени. Один из главных защитников покровительственного таможенного тарифа, в пользу которого выступил ещё в 1875 (в брошюре «Gegen den Strom», Берлин), а также ревностный поборник двойной валюты (его соч. «Die Goldwährung», Берлин, 1890) и противник торговых трактатов.